# Crângu
Crângu là một xã thuộc hạt Teleorman, România. Dân số thời điểm năm 2002 là 3698 người.